# روغون
روغون ((بالروسية: Рогун)‏ </link>؛ (بالطاجيكية: Роғун)‏ </link>؛ (بالفارسية: راغون) </link>) هي مدينة في طاجيكستان. كانت المدينة مقر مقاطعة روغون السابقة، وهي جزء من مناطق التبعية الجمهورية . يقدر عدد سكانها بـ 14900 للمدينة المناسبة و 44100 للمدينة مع المجتمعات النائية (2020).